# Gwindor
Gwindor je lik iz Tolkienove mitologije. Gwindor je bil globoki vilin, sin Guilina in princ Nargothronda.
Začel je bitko neštetih solza, v kateri je umrl njegov brat Gelmir.
Umrl je med bitko za Tumhalad.